# Benagéber
Benagéber è un comune spagnolo di 181 abitanti situato nella comunità autonoma Valenciana.